# Big Bad Wolves
Cet article possède un paronyme, voir Big Bad Wolf.
Pour plus de détails, voir Fiche technique et Distribution.
Big Bad Wolves est un film israélien réalisé par Aharon Keshales et Navot Papushado (en), sorti en 2013.

## Synopsis
Une petite fille est enlevée et le principal suspect est Dror, un professeur d'école. Il est arrêté et torturé par un groupe de policiers mené par Micki mais la scène est filmée et la police doit le relâcher. Peu après, le corps de la petite fille est retrouvé sans sa tête. Micki est renvoyé mais prévoit d'enlever Dror afin de le faire avouer sans se douter que Gidi, le père de la petite fille et ancien militaire, nourrit le même projet.

## Fiche technique
- Réalisation : Aharon Keshales et Navot Papushado (en)
- Scénario : Aharon Keshales et Navot Papushado
- Photographie : Giora Bejach
- Montage : Asaf Corman
- Musique : Haim Frank Ilfman
- Sociétés de production : United Channel Movies et United King Films
- Pays d'origine :  Israël
- Langue originale : hébreu
- Format : couleur - 2,35:1 - Dolby Digital
- Genre : thriller
- Durée : 110 minutes
- Dates de sortie : 
  - Festival du film de Tribeca : 21 avril 2013
  -  Israël : 15 août 2013

## Distribution
- Lior Ashkenazi (V. F. : Renaud Marx) : Micki
- Tzahi Grad (V. F. : Patrick Floersheim) : Gidi
- Rotem Keinan (V. F. : Olivier Augrond) : Dror
- Doval'e Glickman (V. F. : Jean-Loup Horwitz) : Yoram
- Menashe Noy (V. F. : Patrick Béthune) : Rami
- Dvir Benedek (V. F. : Patrick Raynal) : Tsvika
- Nati Kluger (V. F. : Marie-Laure Dougnac) : Eti

Sources et légende : Version française (V. F.) selon le carton de doublage français.

## Accueil critique
Le film obtient 77 % de critiques positives, avec une note moyenne de 7,3/10 et sur la base de 57 critiques collectées, sur le site Rotten Tomatoes. Sur Metacritic, il obtient un score de 64/100 sur la base de 24 critiques collectées. Quentin Tarantino l'a qualifié de « meilleur film de l'année 2013 ».

## Récompenses et distinctions
Le film a remporté de nombreux prix dans des festivals, notamment ceux du meilleur réalisateur au Festival international du film de Catalogne, du meilleur réalisateur et du meilleur acteur à Fantasporto, et du meilleur film et du meilleur scénario à FanTasia. Il a également été récompensé par les Saturn Awards 2014 du meilleur film international et de la meilleure musique et par les Ophirs du cinéma 2013 de la meilleure musique, meilleure photographie, meilleurs décors, meilleur son et meilleurs maquillages.